# Jaguaribara
Jaguaribara is een gemeente in de Braziliaanse deelstaat Ceará. De gemeente telt 10.399 inwoners (schatting 2009).
De gemeente grenst aan Morada Nova, Alto Santo, Iracema, Jaguaribe en Jaguaretama.